# Aase Lionæs

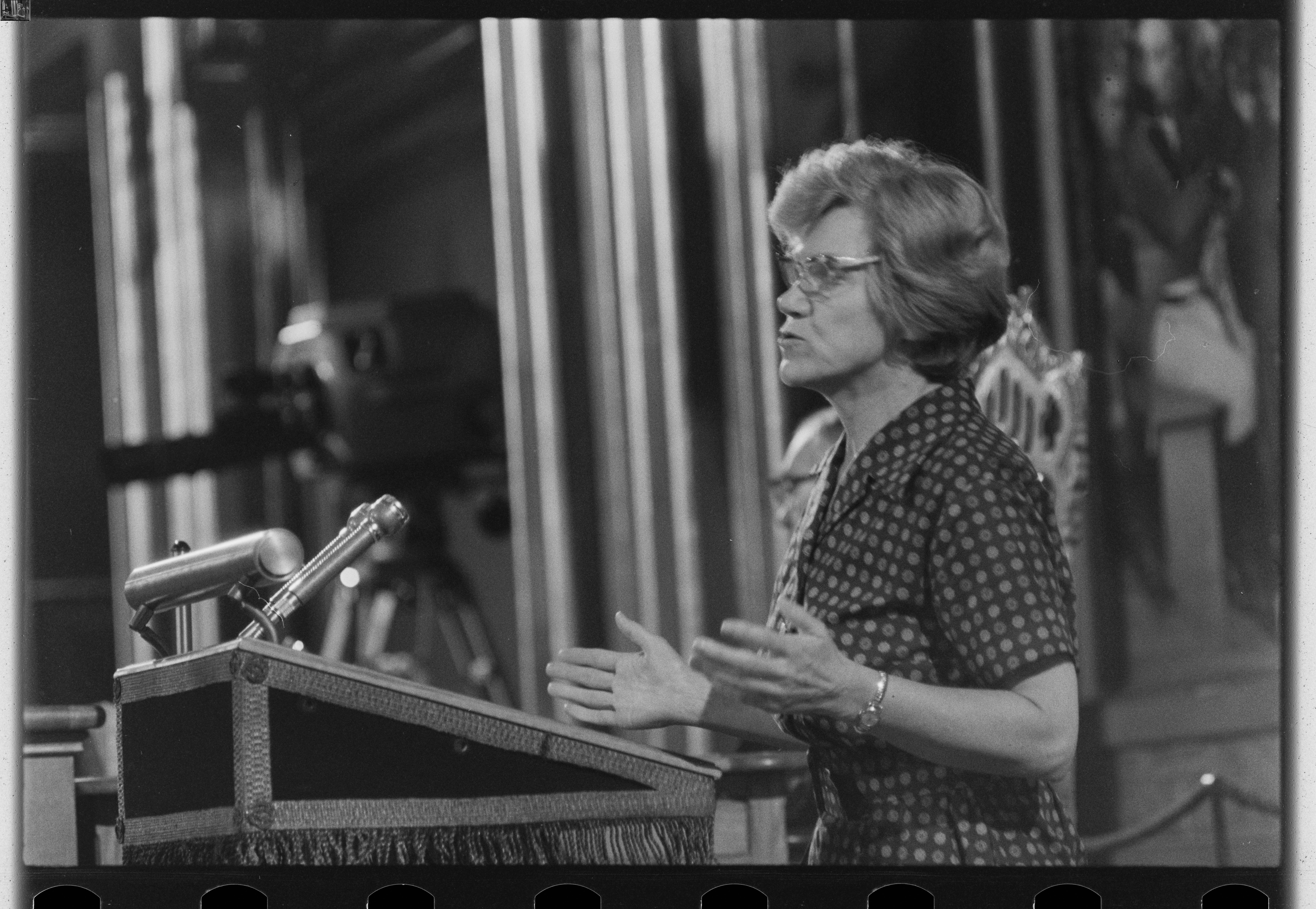
Aase Lionæs bei einer Debatte im Storting, 1963

Aase Wind Lionæs (* 10. April 1907 in Kristiania, heute Oslo; † 2. Januar 1999 ebenda) war eine norwegische Ökonomin und Politikerin der Arbeiderpartiet. Von 1954 bis 1977 war sie Abgeordnete im norwegischen Nationalparlament Storting. Zwischen 1968 und 1978 war sie Vorsitzende des Norwegischen Nobelkomitees.

## Leben

### Herkunft und Studium
Lionæs wuchs in Grünerløkka, einem Stadtteil von Kristiania, als Tochter des Buchhändlers Erling Lionæs und dessen Ehefrau Anna Christine Wind auf. Sie war das jüngste von acht Kindern. Ihre Mutter verstarb als sie zwölf Jahre alt war. Nachdem sie 1926 das Examen artium, also die Hochschulreife, erhalten hatte, wollte Lionæs das Handelsgymnasium Oslo besuchen. Als Frau wurde sie dort allerdings nicht aufgenommen. Sie begann stattdessen Volkswirtschaftslehre zu studieren. Ihr Studium an der Universität Oslo schloss Lionæs im Jahr 1930 ab.
Bereits als Jugendliche war Lionæs überzeugte Sozialistin und wurde 
Teil der Arbeiterjugend in Grünerløkka. Nach dem Ende ihres Studiums begann sie für die norwegische Arbeiterbewegung als Lehrerin in der Erwachsenenbildung zu arbeiten. Lionæs unterrichtete dabei im Bereich der Wirtschaftswissenschaften, verfasste Lehrmaterial und übersetzte ausländische Fachliteratur. Gemeinsam mit Arne Skaug schrieb sie das Buch Tidens socialøkonomi, ein aus sozialistischer Sicht geschriebenes Lehrbuch.

### Kommunalpolitik, Frauenbewegung und Zeit während des Zweiten Weltkriegs
Im Jahr 1935 zog Lionæs erstmals in den Osloer Stadtrat ein. Sie übte ihr Mandat nur kurz aus, als sie ein Stipendium erhielt und ein Jahr an der London School of Economics studieren konnte. Während dieser Zeit schrieb sie mit Arne Skaug das Werk Dør vi ut?, welches 1936 veröffentlicht wurde. Im selben Jahr wurde Lionæs Teil des Vorstands der Partei Det norske Arbeiderparti und Sekretärin von deren Frauenverbindung.
Lionæs, die sich für eine Stärkung der Frauenrechte einsetzte, war nie Mitglied einer Frauenrechtsvereinigung, da sie der Meinung war, dass der Kampf für mehr Rechte innerhalb der politischen Parteien geführt werden müsse. In ihren Beiträgen und Reden sprach sie sich unter anderem für politische Gleichstellung, einer Anhebung der Löhne für Frauen, das Recht auf Arbeit auch für verheiratete Frauen und eine Entkriminalisierung von Schwangerschaftsabbrüchen aus. Des Weiteren war sie aktiv in der Organisation Asylrettens Venner (deutsch: Freunde des Asylrechts), welche sich für eine Liberalisierung der norwegischen Flüchtlingspolitik einsetzte. Lionæs selbst heiratete im Jahr 1938 mit Kurt Jonas einen aus Deutschland geflüchteten Mann.
Durch die deutsche Besetzung Norwegens wurde ihre Arbeit für die Partei und die Arbeiterbewegung stark eingeschränkt. Im Sommer 1944 ging Lionæs in die schwedische Hauptstadt Stockholm. Dort nahm sie unter anderem auch an einem Parteitag der Arbeiterpartei teil, wo die Zukunft der Partei geplant wurde. Nach dem Ende des Zweiten Weltkriegs ging sie zurück nach Norwegen, wo sie wieder für die Zeitschrift Arbeiderkvinnen zu arbeiten begann. In den Jahren 1945 bis 1947 saß sie erneut im Stadtrat von Oslo. Im Herbst 1945 wurde sie Vorsitzende der Frauenvereinigung ihrer Partei, ein Amt, das sie bis 1953 bekleidete. Lionæs setzte sich nun unter anderem auch dafür ein, dass Frauen Zugang zu allen Ämtern erhalten sollten.

### Abgeordnete im Storting
Bei der Parlamentswahl 1953 gelang Lionæs zwar nicht der direkte Einzug in das norwegische Nationalparlament Storting, sie wurde allerdings Vararepresentantin, also Ersatzabgeordnete. Als solche kam sie ab Januar 1954 zum Einsatz, als sie zunächst die Ministerin Rakel Seweriin und später Einar Gerhardsen vertrat, die beide wegen ihrer Regierungsmitgliedschaft ihr Mandat ruhen lassen mussten. Linonæs vertrat den Wahlkreis Oslo und wurde Mitglied im Finanz- und Zollausschuss, später im Finanzausschuss. Dort verblieb sie auch jeweils nach den folgenden Wiederwahlen bis September 1973. In ihrer letzten Legislaturperiode, die von Oktober 1973 bis September 1977 andauerte, saß sie im Außen- und Konstitutionsausschuss. Zwischen 1946 und 1965 gehörte sie der norwegischen Delegation für die Generalversammlung der Vereinten Nationen an. In der Zeit zwischen Oktober 1965 und September 1973 fungierte Lionæs als Vizepräsidentin des Lagting, einer der beiden Kammern des Stortings. Anschließend übernahm sie bis September 1977 den stellvertretenden Vorsitz des Odelsting, der größeren der beiden Kammern. Sie war damit sowohl die erste Frau, die Mitglied im Finanzausschuss wurde, sowie auch die erste Frau, die in das Stortingspräsidium gewählt wurde.

### Vorsitzende des Nobelkomitees
Bereits im Jahr 1948 wurde Lionæs Mitglied im Nobelkomitee, dem für die Verleihung des Friedensnobelpreises zuständigen Gremium. Im Jahr 1968 übernahm sie schließlich dessen Vorsitz von ihrem Vorgänger Gunnar Jahn. Während ihrer Zeit als Vorsitzender erhielten unter anderem Henry Kissinger, Anwar Sadat, Willy Brandt und Andrei Dmitrijewitsch Sacharow den Friedensnobelpreis. Im Jahr 1978 zog sie sich von den meisten ihrer Posten zurück, so auch aus dem Nobelkomitee. Einige der kontroversen Friedensnobelpreisverleihungen verteidigte sie im 1987 erschienenen Buch Tredveårskrigen for freden: høydepunkter i Nobelkomiteens historie.
Lionæs verstarb im Januar 1999 im Alter von 91 Jahren.

## Werke
- Lionæs/Skaug: Tidens sosialøkonomi. Oslo 1935
- Lionæs/Skaug: Dør vi ut? Befolkningsspørsmålet og arbeiderbevegelsen. Oslo 1936
- Lionæs: Tredveårskrigen for freden: høydepunkter i Nobelkomiteens historie. Oslo 1987